# MH 63. Budai Nagy Antal Gépesített Lövészdandár
A Magyar Honvédség 63. Budai Nagy Antal Gépesített Lövészdandár a Magyar Honvédség MN 8. Gépesített Lövészhadosztály közvetlen alakulata volt.
Fennállása során ugyanazon helyőrségben volt diszlokálva mindvégig.

## Története
Az alakulat 1961. őszén diszlokált Nagyatádra a Budai Nagy Antal Laktanyába. 1990-es felszámolásáig Nagyatádon volt diszlokálva.
Az alakulat megalakulásától a zalaegerszegi székhelyű MN 8. Gépkocsizó Lövészhadosztály kötelékébe tartozott, mint elsőlépcsős csapásmérő gépkocsizó, majd 1973-tól gépesített lövészezred.
1987. márciusától a „RUBIN" szervezési feladatokban rögzítetteknek megfelelően a MN 8. Gépesített Lövészhadosztály megszűnt, és a 2. Gépesített Hadtesthez került át. S ezáltal a MN 63. Gépesített Lövészdandárrá alakult át.
Kibővítették a gépesített lövészzászlóaljak és harckocsi zászlóaljak számát 4+2-re, a felszámolásra ítélt, szintén ugyanazon laktanyában elhelyezett MN 69. Harckocsi Ezred állományából.
Az 1990-ben a Magyar Néphadsereg Magyar Honvédséggé alakult át és a CFE-szerződés miatt az alakulatot felszámolták, és a laktanyából menekülttábort csináltak a délszláv háború menekültjeinek.

## Parancsnok
- 1961-1963.11.01 Kocsis Sándor őrnagy
- 1963.11.01.-1965.11.01. Bognár Mihály alezredes
- 1965.11.01.-1973.06.01. Takács István alezredes
- 1973.08.15.-1979.12.01. Kállai László alezredes
- 1979.12.01.-1983.12.01. Kozma Miklós alezredes
- 1983.12.01.-1985.09.01. Fodor Lajos alezredes
- 1985. 09. 01-1987. 04. 01. Sándor András alezredes
- 1987.04.01.-1987.08.19. Radics Sándor alezredes
- 1987.08.19.-1989.06.01. Sidlovics Ferenc alezredes
- 1989.06.01.-1990.01.31. Frank János alezredes[2]